# Novohegelovství
Novohegelovství či novohegelianismus je široký a rozrůzněný filosofický proud z konce 19. a první třetiny 20. století, který se snaží obnovit a modernizovat Hegelův absolutní idealismus, mnohdy jako reakci na dobové šíření materialismu a pozitivismu. Není vždy zcela jasná hranice mezi novohegelovci a ortodoxními hegelovci.

## Novohegelovství ve Velké Británii a v USA
Ve stejné době, kdy se v Německu v druhé polovině 19. století ozvala výzva "zpět ke
Kantovi, ožil zájem o německou klasickou filozofii v Anglii a v USA. Hlavním projevem této tendence se stal absolutní idealismus. Již v sedmdesátých letech si tento idealismus nejen vybojoval své místo pod sluncem, ale stal se i jedinou z vlivných škol, která potlačila v té době již zcela degradovanou filozofii zdravého rozumu i pozitivismus.
Absolutní idealismus bývá často nazýván anglickým novohegelovstvím. Tento směr byl zformulován nejúplněji ve spisech Francise Bradleye (1846–1924). Britský idealismus měl četné přívržence a stoupence, z nichž je třeba uvést zejména Stirlinga (1820–1909), Edwarda Cairda (1835–1908), Thomase Greena (1836–1882), Bernarda Bosanqueta a J. M. E. McTaggarta. Ferdinand Schiller, jediný významný představitel pragmatismu v Anglii, došel k tomuto filozofickému postoji až po jistém vývoje. Ve své první knize Hádanky sfingy (anglicky Riddles of the Sphinx) zastává ještě stanovisko objektivního idealismu, v němž se proplétají novohegelovské myšlenky, Spencerův evolucionismus a nietzschovství.
Řešení, které navrhl Bradley, nebylo však jediné. Jiné řešení navrhl americký filozof Josiah Royce. Ve své hlavní práci Svět a individuum (1899-1900) klade na první místo jiný aspekt problému absolutna: vzájemný vztah světa a individua.
Vznik absolutního idealismu, který se zdá poněkud divný, uvědomíme-li si, že v anglické filozofii v první polovině 19. století zcela převládal empirismus a senzualismus, byl však připraven objektivně idealistickými proudy, které v Anglii a v USA již dávno existovaly, tj. cambridžským platonismem v Anglii v 17.-18. století, "novoidealismem" v Anglii (Samuel Taylor Coleridge, Thomas Carlyle) a transcendentalismem v USA (Ralph Waldo Emerson). Avšak vliv absolutního idealismu v Anglii a USA nebyl dlouhodobý a trvalý. Brzy po První světové válce ztrácí absolutní idealismus svůj vliv, rychle mizí a uvolňuje místo realistickým školám (neorealismus, kritický realismus) a novopozitivismu (zejména analytické filosofii).

## Novohegelovství v Německu
Počátek 20. století je v Německu ve znamení poměrně neočekaného obnovení zájmu o hegelovskou filozofii, v němž se po dlouhé době předpokládalo, že definitivně pohasl. Autor jedné z prvních zobecňujících studií německého novohegelovství, Henrich Levy konstatoval, že hlavní směry německého myšlení na počátku 20. století, „filozofie života, stejně jako obě novokantovské školy, se že svých rozdílných výchozích pozic propracovaly k jasně vyjádřené dialektické metafyzice hegelovského charakteru.“ Obnovení hegelovství připravili v Německu právě novokantovci. Jako jeden z prvních pozvedl svůj hlas za obrození hegelovství Wilhelm Windelband, který napsal:
Světonázorový hlad - ten se zmocnil naší mladé generace, která hledá uspokojení u Hegela. 
Wilhelm Windelband, Die Erneuerung des Hegelianismus
Ve druhém desetiletí přecházejí z téhož novokantovského tábora k novohegelovství Arthur Liebert, Jonas Cohn, Julius Ebbinghaus. Ve dvacátých letech se postavil do čela novohegelovského hnutí Richard Kroner, Hermann Glockner a Georg Lasson, známý jako vydavatel Hegelových spisů. Velký vliv na ně měl Wilhelm Dilthey, který ve své práci Historie mladého Hegela (německy Jugendgeschichte Hegels, 1904) podal iracionalistický, v duchu filozofie života, výklad spisů mladého Hegela. Tuto linii logicky dokončil Herbert Marcuse v knize Hegelova filozofie a základ teorie historičnosti (německy Hegels Ontologie und die Theorie der Geschichtlichkeit).
S příchodem fašismu k moci byli mnozí představitelé novohegelovství nucení emigrovat (Cohn, Kroner, Siegfried Marck, Liebert, Marcuse aj.). Novohegelovství jako vlivný směr se rozpadá. Po druhé světové válce lze pozorovat pokus o novou obnovu hegelovství, který však nebyl úspěšný (Theodor Litt, Hermann Wein).

## Itálie
Zájem o Hegela, který je vůbec charakteristický pro západní filozofii 20. století, se probudil v Itálii dříve než v Německu a téměř současně s formováním anglického absolutního idealismu. Souviselo to s tím, že v padesátých až sedmdesátých letech 19. století se Itálie poprvé seznamuje s hegelovskou filozofií. Prvními stoupenci hegelovství v Itálii byli Augusto Vera, pravohegelovec, který otrocky do písmene přijímal Hegelovu filozofii, dále Bertrando Spaventa a Francesco de Sanctis, kteří měli blízko k mladohegelovství. Bertrando Spaventa a Francesco de Sanctis přejali Hegelovu filozofii prizmatem katovského kriticismu. Ve svých pracích se snaží vykládat proces poznání jako rozvíjení "syntetické jednoty apercepce", z níž vyplývá veškerý obsah myšlení. Proto byly názory raných italských hegelovců proniknuty výraznými rozpory, vyvolanými protikladnými tendencemi kantovského antimetafyzického kriticismu a hegelovského absolutního idealismu. V této podobě nemohlo hegelovství zakořenit, jak pro vnitřní rozpory systému, tak i proto, že bouřlivý rozvoj přírodních věd, úspěchy průmyslu, zemědělství a obchodu podkopaly prestiž spekulativního filozofování.
Tento svět již nebylo možno pokládat za pouhý odraz Ideje, která vyšla ze sebe a zase se k sobě vrátila. Nový naturalismus a pozitivismus vystřídaly ideologie, které vládly v prvních desetiletích 19. století.
Palmiro Togliatti
Byl to pozitivismus Roberto Ardiga, který spojoval uznání nevyčerpatelné rozmanitosti nepřetržitě se střídajících forem přírody jako projev
„prosté mechanické činnosti, tj. pohybu a střetávání,“ s tvrzením o „dokonalém pořádku a nejmoudřejší racionalitě celku.“
Vedle toho se v Itálii obrozuje tomismus, povzbuzený encyklikou Aeterni Patris (1879), a na počátku 20. století pronikají do Itálie ideje pragmatismu (Giovanni Papini, Giuseppe Prezzolini), novokantovství, nietzscheovství, bergsonismu a dalších nejnovějších filozofických systémů.
Uznávaným vůdcem italského novohegelovství se stal Benedetto Croce (1886–1952). Jeho stálý spojenec a zároveň nepřítel Giovanni Gentile (1875–1944) byl druhou významnou postavou tohoto hnutí, k němuž se připojili také Carlo Antoni, Ugo Spirito, Guido Calogero aj. Polemika mezi Crocem a Gentilem, která trvala kolem třiceti let a zahrnula všechny základní problémy filozofie, dějin, morálky a politiky, tvoří jakýsi nerv dějin italské filozofie první poloviny 20. století.

## Původní text bez zdrojů
V Itálii zůstal idealismus vůdčím směrem až do druhé světové války.[zdroj?] Hlavními představiteli zde byli Benedetto Croce (1886–1952) a Giovanni Gentile (1875–1944).

#### Velká Británie
Ve Velké Británii přerušuje toto hnutí dosavadní empirickou filosofickou tradici a počátkem 20. století naopak vyvolává prudkou reakci v podobě novorealismu, pragmatismu a zejména analytické filosofie. K nejvýznamnějším představitelům novohegelovství patří oxfordský profesor Francis Herbert Bradley (1846–1924), u něhož se originálně spojují motivy staré sensualistické tradice s hegelianismem, dále Bernard Bosanquet a J. M. E. McTaggart.

### USA
Významným představitelem novohegelovství v USA byl Josiah Royce.

#### Sekundární literatura
v češtině
- BOGOMOLOV, A. S., 1978a. Absolutní idealismus. In: BOGOMOLOV, A. S.; MELVIL, J. K.; NARSKIJ, I. S. Současná buržoazní filozofie. 1. vyd. Praha: Svoboda. Práce je určena studentům a aspirantům filozofických fakult státních univerzit. [...] Hlavní kapitoly a oddíly napsali členové kolektivu katedry dějin zahraniční filozofie filozofické fakulty MSU. Na zpracování jednotlivých kapitol a oddílů se podíleli někteří pracovníci Filozofického ústavu Akademie věd SSSR a dalších vědeckých institucí v Moskvě. S. 161–177.
- BOGOMOLOV, A. S., 1978b. Novohegelovství v Německu a v Itálii. In: BOGOMOLOV, A. S.; MELVIL, J. K.; NARSKIJ, I. S. Současná buržoazní filozofie. 1. vyd. Praha: Svoboda. Práce je určena studentům a aspirantům filozofických fakult státních univerzit. [...] Hlavní kapitoly a oddíly napsali členové kolektivu katedry dějin zahraniční filozofie filozofické fakulty MSU. Na zpracování jednotlivých kapitol a oddílů se podíleli někteří pracovníci Filozofického ústavu Akademie věd SSSR a dalších vědeckých institucí v Moskvě. S. 178–205.
- NARSKIJ, I. S.; BOGOMOLOV, A. S., 1963. Anglická buržoazní filosofie konce XIX. a počátku XX. století. In: DYNNIK, Michail; JOVČUK, M. T.; MITIN, M. B. Dějiny filosofie. 1. vyd. Praha: SNPL. Svazek 5. Kapitola třináctá, §1, s. 478–491.

v cizích jazycích
- LEVY, H., 1927. Die Hegel-Renaissance in der deutschen Philosophie. 1. vyd. Charlottenburg: veröffentlicht von der Kant-Gesellschaft. 95 s. (Philosophische Vorträge; sv. 30). (německy)
- TOGLIATTI, Palmiro, 1955. Rozvoj a krize italského myšlení v 19. století. Voprosy filosofii. Čís. 5. (rusky)